# Šemša
Šemša (maďarsky Semse) je obec na Slovensku v okrese Košice-okolí. Žije zde přibližně 1 000 obyvatel. 

## Historie
Šemšu obývala hraběcí rodina Šemšů (Semsey), ale do začátku 15. století v dějinách obce figurují i další zeměpanské rodiny. 

### Chronologie
- 1280 – první písemná zmínka o obci
- 1314 – první písemná zpráva o organizovaném náboženském životě v Šemši
- 1315 – po tomto roce koupil část Šemše Tomáš, syn Františka, který byl spišským kastelánem
- 1334 – Tomáš, syn Františka, se označuje jako „ze Šemše“
- 1396 – v bitvě proti Turkům padl královský šeňkéř Ladislav Semsey
- 1397 – král Zikmund udělil Janu Semsey právo meče
- 1401 – král Zikmund udělil Janu Semsey erb
- 1419–1424 – příslušníci rodiny Semsey bojovali ve vojsku krále Zikmunda proti husitům
- 1427 – za zásluhy v boji proti husitům získala rodina Semsey další majetky v Abovské, Šarišské a Hevešské župě
- 1696 – katolický kostel v ruinách
- 1750 – Pavel Semsey znovu postavil zámeček v Šemši
- 1772 – první písemná zmínka o škole
- 1773 – schválen tereziánský urbář obce Šemša
- 1784 – zhotoveno bylo pečetidlo obce
- 1830 – postavena byla nová budova školy
- 1854-1855 – rozšíření kostela
- 1875 – výstavba pohřební kaple rodiny Semsey
- 1901-1903 – výstavba silnice Košice–Šemša–Jasov
- 1903 – vznik nadace VALÉRIA (klášter/dívčí škola/dětský domov)
- 1907 – rodina Semsey získala hraběcí titul
- 1918 – obec připojena k Československu
- 1921 – v obci stálo 94 domů a žilo zde 414 obyvatel, z toho 158 Čechoslováků a 230 Maďarů,[2]
- 1927-1928 – začátek osmileté školní docházky
- 1938-1945 – obec připojena k Maďarsku
- 1943 – zemřel Ladislav Semsey, poslední majitel zámečku a panství v Šemši
- 1944–1945 – frontové události, obec byla částečně poškozena

### Škola
První písemná zmínka o škole v Šemši pochází z roku 1772. V té době Marie Terezie nařídila zemským orgánům, aby začaly s modernizací školství v Uhersku. Začátkem šedesátých let 19. století byla činnost školy srovnatelná s ostatními školami v Abovské župě. Žáci se po ukončení šestileté školní docházky dále vzdělávali. Zásadní změna v činnosti školy nastala v roce 1903, kdy rodinní příslušníci vlastnické rodiny naplnili dlouholeté úsilí své nebohé matky a založili nadaci VALÉRIA. Tato měla finančně zabezpečit fungování dívčí školy a dětské opatrovny. Fungování chlapecké školy zajišťovala obec a vyučoval v ní světský učitel. Dívčí škola byla financována z peněz nadace VALÉRIA. 

## Název
Název Šemša je poprvé uveden v roce 1280 v podobě „terra Scemce“. Pojmenování Šemša se v listinách jednotlivých období počínaje středověkém až do 20. století uvádělo různých podobách. 
Vývoj názvu obce
- 1280 – Scemse
- 1310 – Sempse
- 1315 – Scemse
- 1317 – Semche
- 1318 – Semse, Zemsce
- 1324 – Zempse
- 1327/1360 – Isepsemse
- 1328 – Zemsa
- 1332 – Zense
- 1360 – Zemse
- 1427 – Scempse
- 1773 – Semssa
- 1808 – Ssemssa
- 1903 – Šemša

## Kultura a zajímavosti

### Památky
- Římskokatolický kostel sv. Ondřeje, jednolodní pozdněklasicistní stavba s půlkruhově ukončeným presbytářem a předsunutou věží z let 1854–1855. V roce 1904 prošel neorománskou úpravou. Kostel je propojen s vedle stojícím zámečkem.[3] Fasáda kostela nese prvky neorománského stylu. Průčelí má pod korunní římsou obloučkový vlys, portál je řešen jako ústupkový s vimperkem. Věž má sdružená okna, čtyři nárožní vežice, dekorována je obloučkovým vlysem a ukončena střechou ve tvaru jehlanu.

- Zámeček Šemšejovců, dvoupodlažní, dvojtraktová, barokně-klasicistní stavba s půdorysem ve tvaru obdélníku a mansardovou střechou z druhé poloviny 18. století. Na počátku 19. století byl klasicistně upraven a doplněn o druhé podlaží. Fasáda zámečku je členěna lizénami, z hlavní stěny vystupují dva výrazné rizality. Ze strany zahrady se na budově nachází triaxiální portikus.[4] V blízkosti zámku se nacházejí fragmenty anglického parku.[5]